# Ооржак, Чанчы-Хоо Чапаажыкович
Ооржак, Чанчы-Хоо Чапаажыкович (1895-1962) — Тувинский сказитель. 

## Биография
Ооржак Чанчы-Хоо Чапаажыкович родился в 1895 году в Барун-Хемчикском кожууне в селе Аянгаты. О его биографии очень мало изветсно, но известно что его отец Чапаажык был охотником и сказителем, мать Чанчы-Хоо Морбуяк была мастерицей-швеёй. До 1955 года Чанчы-Хоо жил в Монгун-Тайгинском кожууне, но вскоре перебрался в Овюрский кожуун в село Саглы, где скорее всего скончался.

## Творчество
Чанчы-Хоо, как и его отец, часто охотился. Во время охоты он исполнял свои сказки, сидя на коленях и наклонившись вниз лицом. Во время исполнения сказок он полностью входил в мир сказки и увлекал за собой слушателя. После завершения сказаний, он часто забывал свою трубку, а нередко и свою лошадь, поэтому уходил домой пешком. За ночь он мог рассказать около десяток сказок. Иногда Чанчы-Хоо связывал две короткие сказки в одну. Его творческий репертуар включал более ста эпических сказаний и множество легенд, мифов, преданий, пословиц, поговорок и благопожеланий. Некоторые произведения вышли отдельной книгой под названием «Тевене-Моге с конём Демир-Шилги» в 1972 году.